# Monobremia longicornis
Monobremia longicornis är en tvåvingeart som beskrevs av Nikolai Vasilevich Kovalev och Boris Mamaev 1966. Monobremia longicornis ingår i släktet Monobremia och familjen gallmyggor. Inga underarter finns listade i Catalogue of Life.